# Uruguai nos Jogos Pan-Americanos de 2007
O Uruguai competiu nos Jogos Pan-Americanos de 2007 no Rio de Janeiro, no Brasil. Milton Wynants era a principal aposta da delegação por ser campeão pan-americano nas provas de estrada e por pontos do ciclismo em 2003 e medalhista de prata nos Jogos Olímpicos de Atenas em 2004. Wynants confirmou a aposta e conquistou uma medalha de bronze para o Uruguai que finalizou em 22º no quadro de medalhas.

## Medalhas

### Prata
Vela - Classe Snipe
- Pablo Defazio e Eduardo Medici

### Bronze
Basquetebol masculino
- Equipe

Ciclismo - Corrida por pontos masculino
- Milton Wynants

## Desempenho

### Basquetebol
Masculino
- Fase de grupos
  - Vitória sobre os USA Estados Unidos, 81-72
  - Derrota para a ARG Argentina, 69-71
  - Vitória sobre o PAN Panamá, 76-68
- Semifinal
  - Derrota para o BRA Brasil, 73-85
- Disputa pelo 3º lugar
  - Vitória sobre a ARG Argentina, 99-93 →  Bronze

### Ciclismo
Pista - Corrida por pontos
- Milton Wynants - 37 pontos →  Bronze

### Futebol
Feminino
- Fase de grupos
  - Derrota para o BRA Brasil, 0-4
  - Derrota para o CAN Canadá, 0-7
  - Empate com a JAM Jamaica, 1-1
  - Derrota para o ECU Equador, 2-4 → não avançou as semifinais

### Handebol
Masculino
- Fase de grupos
  - Vitória sobre a DOM República Dominicana, 29-26
  - Derrota para a ARG Argentina, 16-35
  - Vitória sobre o MEX México, 31-21
- Semifinais
  - Derrota para o BRA Brasil, 16-28
- Disputa pelo 3º lugar
  - Derrota para CUB Cuba, 23-24 → 4º lugar

### Hóquei sobre grama
Feminino
- Fase de grupos
  - Derrota para o CHI Chile, 0-6
  - Derrota para a ARG Argentina, 0-6
  - Vitória sobre o BRA Brasil, 8-0
- Classificação 5º-8 lugar
  - Derrota para o CAN Canadá, 0-3
- Disputa pelo 7º lugar
  - Vitória sobre o BRA Brasil, 8-0 → 7º lugar